# Aimer, s'aimer, nous aimer

Aimer, s'aimer, nous aimer. Du 11 septembre au 21 avril est un ouvrage du philosophe français Bernard Stiegler, paru en 2003 aux Éditions Galilée, qui reprend et développe le texte d'une communication prononcée à Cerisy-la-Salle le 9 juin 2002, en ouverture du colloque « Des je et des nous. Agir ensemble dans la cité. Prospective IV ».

## Résumé
Dans ce livre, Bernard Stiegler tente d'expliquer l'origine de la violence politique représentée par ces deux dates : les attentats du 11 septembre 2001 aux États-Unis et la qualification de Jean-Marie Le Pen au deuxième tour de l'élection présidentielle française le 21 avril 2002 ; auxquelles il ajoute le massacre au conseil municipal de Nanterre par Richard Durn le 27 mars 2002, dont il donne l'explication suivante, : 

« Dans mon livre Aimer, s’aimer, nous  aimer, j’analyse  le  cas de Richard  Durn qui a assassiné  huit  membres  du  conseil municipal de Nanterre : il confiait à son journal intime qu’il  avait  besoin  de  faire  du  mal  pour,  au  moins  une fois  dans  sa  vie, avoir  le  sentiment  d’exister... »

Pour cela, il rappelle qu'en psychanalyse, l'individuation du je et du nous, c'est-à-dire la construction de la personnalité individuelle et collective, sont simultanées. Celles-ci sont réalisées par des processus d'idéalisation d'évènements historiques, d'adoption de symboles, de choix d'avenir commun... Ces individuations permettent la construction du narcissisme primordial du je (s'aimer) et du nous (nous aimer). « Je ne suis je que dans la mesure où j'appartiens à un nous », affirme justement Stiegler, dans son livre Aimer, s'aimer, nous aimer.
Or, selon Bernard Stiegler, la société industrielle, afin de réaliser des gains de productivité par économie d'échelle, nécessite une hyper-synchronisation des je et des nous. La simultanéité à l'échelle planétaire de la mise sur le marché de certains produits ou certaines œuvres en est une illustration. Cette hyper-synchronisation conduit à la fusion progressive des je et des nous dans un on indifférencié, un nivellement que Stiegler rapproche de la « société-troupeau » évoquée par Nietzsche, et qui procède d'un oubli de la fiction, essentielle, du désir, lequel « est structurellement accordé à l'infini. » Mais cette perte du désir (infini) et cette indifférenciation, qui détruit le processus d'individuation psychique et collective, mènent à la destruction du narcissisme primordial, et la perte de l'amour de soi et des siens à la violence.
Il s'agit donc de nous différencier tout en acceptant que cette différence soit là pour nous amener à renforcer nos identités individuelles et collectives.

## Édition originale
Aimer, s'aimer, nous aimer. Du 11 septembre au 21 avril, Paris, éditions Galilée, coll. « Incises », 2003, 91 p.,  (ISBN 978-2718606293).